# Bibliographie sur la psychologie de l'art
Bibliographie générale de psychologie de l'art.
- Élie Faure, Histoire de l'art, V : L'Esprit des Formes, Paris, c. 1926 (nombr. rééd.).
- René Huyghe, Dialogue avec le visible, Paris, Flammarion, 1955 ; Les puissances de l'Image, Paris, Flammarion, 1965 ; De l'art à la philosophie, Paris, Flammarion, 1990.
- Robert Francès, Psychologie de l'art et de l'esthétique.
- Jean-Paul Weber, La psychologie de l'art, Paris, PUF, 1958.
- René Huygues, Les puissances de l'image : Bilan d'une psychologie de l'art, 1965
- René Huyghe, Dialogue avec le visible, Paris, Flammarion, 1955 ; Les puissances de l'Image, Paris, Flammarion, 1965 ; De l'art à la philosophie, Paris, Flammarion, 1990.

## Approches cognitivistes, neurologiques et pragmatistes
- John Dewey, L'art comme expérience, Paris, Gallimard, 2010.
- Nelson Goodman, Langages de l'art, Paris, Fayard/Pluriel, 2011.
- Vilayanur Ramachandran, Le Cerveau, cet artiste, Paris, Eyrolles, 2005.
- Oliver Sacks, Musicophilia, Paris, Seuil, 2009.

## Approches cliniciennes et expérimentales
- Ernst Gombrich, L'Art et l'illusion (Psychologie de la représentation picturale) [Art and Illusion (1960)], G. Durand (trad.), Paris, Gallimard, 1971.
- Edith Lecourt, La musicothérapie, Paris, Eyrolles, 2010.

## Approches psychanalytiques
- Dominique Fernandès, L'Arbre jusqu'aux racines : Psychanalyse et création, Grasset, 1972.
- Sigmund Freud, Un souvenir d'enfance de Léonard de Vinci, 1927? + (Moïse de Michel-Ange).
- Sigmund Freud, Le délire et les rêves dans la Gradiva de Jensen.
- Murielle Gagnebin, Pour une esthétique psychanalytique, Paris, PUF, 1994.
- Ernst Kris, Psychanalyse de l'art, Paris, PUF, 1978.
- Jacques Lacan, Le stade du miroir comme formateur de la fonction « Je », 1966.
- Jean-François Lyotard, Discours, figure, 1971.
- Otto Rank, Don Juan et le double.
- Otto Rank, L'Art et l'artiste : créativité et développement de la personnalité, Paris, Payot, 1983,  (ISBN 2228893455).

## Approches phénoménologiques et herméneutiques
- Mikel Dufrenne, Phénoménologie de l'expérience esthétique, Paris, PUF, 1953.
- Hans-Georg Gadamer, Vérité et méthode, Paris, Seuil, 1996.
- Hans Robert Jauss, Pour une esthétique de la réception, Paris, Gallimard, 1990.
- André Malraux, Esquisse de psychologie du cinéma.
- André Malraux, Les Voix du Silence, Paris, Gallimard, 1953 ; La Tête d'Obsidienne, Paris, Gallimard, 1974.
- Maurice Merleau-Ponty, Le cinéma et la nouvelle psychologie, 1945.
- Paul Ricœur, Entretiens sur l'art et la psychanalyse, Mouton, 1968.
- Jean-Paul Sartre, L'imaginaire, 1940.